# Elmar Landolt
Elmar Landolt (* 8. Juni 1962) ist ein ehemaliger Schweizer Fussballspieler. Seit August 1993 unterrichtet er das Fach Englisch an der Kantonsschule Glarus.

## Karriere
Landolt begann seine Karriere als Zehnjähriger beim FC Näfels und schaffte es im Alter von 15 Jahren ins 3.-Liga-Team. Der Trainer der UEFA-Junioren-Nationalmannschaft wurde auf ihn aufmerksam und nominierte ihn für sein Kader. Auf die Saison 1981/82 wechselte der damalige Englischstudent zum FC Zürich. Unter Trainer Daniel Jeandupeux wurde er im UEFA-Cup eingesetzt. Elmar Landolt kehrte nach einer Saison beim FC Zürich zu seinem Stammverein FC Näfels zurück. Zur Saison 1984/1985 erfolgte der Wechsel zum FC Glarus. Ein Jahr später wechselte er zum Grasshopper-Club-Zürich und bestritt ein NLA-Spiel (13 Spielminuten). Eine Saison später wechselte er in die Innerschweiz zum SC Zug. Als der FC Glarus 1988 in die NLB aufstieg, wechselte er zurück ins Glarnerland zum FC Glarus. Er stand in der Startelf des FC Glarus, als dieser im NLB-Spiel am 13. August 1988 (Saison 1988/89) den FC Basel im Stadion St. Jakob mit 1:2 besiegte.
| Personendaten    | Personendaten             |
| ---------------- | ------------------------- |
| NAME             | Landolt, Elmar            |
| KURZBESCHREIBUNG | Schweizer Fussballspieler |
| GEBURTSDATUM     | 8. Juni 1962              |